# Grupo Planeta
El Grupo Planeta és un grup multimèdia espanyol amb seu fundacional i central o corporativa a l'Edifici Planeta de Barcelona. També compten amb altres seus corporatives i operatives a altres ciutats d'Espanya. La seu social es traslladà de Barcelona a Madrid arran de la fuita de seus socials de Catalunya de 2017 i anunciaren que no hi hauria trasllat d'empleats ni altres canvis. Opera als sectors editorial, audiovisual i de comunicació d'Espanya, Portugal, França i Amèrica. Té el seu origen en l'Editorial Planeta, fundada el 1949 a Barcelona, i que continua sent el vaixell insígnia del grup. El Grupo Planeta aglutina més de 60 empreses de set àrees de negoci diferents, de les quals destaquen les 30 editorials que converteixen Planeta en el primer grup editorial en castellà; les edicions en català es canalitzen principalment a través de Columna, Destino i Timun Mas, també editorials del grup. A més de l'àrea editorial, el grup actua en les àrees de col·leccionables, formació, venda directa, ensenyament a distància, audiovisual i mitjans de comunicació.
El grup va facturar l'any 2012 1.650 milions d'euros. El president del Grupo Planeta fou José Manuel Lara Bosch, fill del fundador de l'Editorial Planeta, José Manuel Lara Hernández. Des de febrer de 2015 el seu president és José Creuheras Margenat.
El Grup Planeta va ser considerada la setena editorial més poderosa del món el 2017, amb 1.800 milions d'euros, segons Publishers Weekly.

## Empreses del grup

### Editorials
- Editorial Planeta
- Grup Editis (adquirit el 2007)[7]
- Edicions 62 (30%)[7]
- Editorial Espasa
- Ediciones Destino
- Ediciones Martínez Roca
- Ediciones Temas de hoy
- Editorial Seix Barral
- Backlist
- Ediciones del Bronce
- MR ediciones
- Emecé
- Alienta Editorial
- Gestión 2000
- Deusto
- Para Dummies
- GeoPlaneta
- Lunwerg Editores
- Planeta Cómic
- Libros Cúpula
- Lectura Plus
- Ediciones Minotauro
- Timun Mas Narrativa
- Esencia
- Zenith
- Crítica
- Ariel
- Ediciones Península
- Salsa Books
- Luciérnaga
- Ediciones Paidós
- Ediciones Oniro
- Destino Infantil & Juvenil
- Timun Mas Infantil
- Planetalector
- Noguer
- Oniro Infantil
- Yoyo
- Libros Disney
- Planeta Junior
- Booket
- Austral
- Click Ediciones
- Scyla eBooks
- Zafiro eBooks
- Tusquets Editores
- MaxiTusquets
- Edicions Bromera (adquirida el 2023)[11]

### Àrea de col·leccionables
- Planeta DeAgostini
- Ediciones Altaya

### Àrea de venda directa
- Planeta Directo
- Shopo.tv
- Editorial Planeta, Grandes Publicaciones
- Editorial Planeta Alvi
- dvdgo.com
- EDP Editores
- EAE
- Bottega Verde

### Àrea de llibreries
- Casa del Llibre

### Àrea audiovisual
- DeAPlaneta
- Planeta Junior

### Mitjans de comunicació
El Grup Planeta edita el diari La Razón i les revistes Gracia, Interiores, Lonely Planet Traveller, Psychologies, Historia y Vida, Dapper y Playboy.
També gestiona Atresmedia Corporación, grup multimèdia amb tres emissores de ràdio: Onda Cero, Europa FM i Onda Melodía, i canals de televisió: Antena 3, La Sexta, Neox, Nova, Atreseries i Mega.

### Àrea de formació
- EAE Business School
- OBS Business School (OBS)
- CEAC
- Deusto Formación
- Deusto Salud
- Ostelea
- UNIBA
- Universitat Internacional de València
- ESdesign
- iFP
- Superpadres
- aulaPlaneta

### Altres àrees
- Inversiones Hemisferio
- Ulises Interactive
- Centro Editor PDA
- Prisma Publicaciones